# 福井県小学校一覧
| 総数             | 195校・1分校     |
| 国立             | 0校              |
| 公立             | 194校・1分校     |
| 私立             | 1校              |
| 教育委員会所在地 | 〒910-8580       |
| 福井市大手3-17-1 |                  |
| 公式サイト       | 福井県教育委員会 |

福井県小学校一覧（ふくいけんしょうがっこういちらん）は、福井県の小学校の一覧。

## 国立小学校
- 福井大学教育学部附属義務教育学校

## 公立小学校

### 福井市
この地区では森田小学校区での近年の出生者・乳幼児転入の増加に伴い、2027年に校区を分割し、現在の森田中学校地を校舎改修のうえ「森田東小学校」を設置する予定。また少子化により、旧美山町区域の協議会による再編に関する保護者アンケートにて区域内にある下宇坂・羽生・美山啓明の各小学校を1校へ統合を希望する意見が多くを占め教育委員会への要請がなされた。殿下小学校では校区内から清水西小学校への通学を選択できるようになったことで2024年度の児童数が5年生1名となり就学予定者もいないことから、事実上2026年の休校が決まっている。
- 福井市木田小学校
- 福井市豊小学校
- 福井市足羽小学校
- 福井市湊小学校
- 福井市春山小学校
- 福井市順化小学校
- 福井市宝永小学校
- 福井市松本小学校
- 福井市日之出小学校
- 福井市旭小学校
- 福井市和田小学校
- 福井市円山小学校
- 福井市啓蒙小学校
- 福井市東藤島小学校
- 福井市西藤島小学校
- 福井市社北小学校
- 福井市社西小学校
- 福井市社南小学校
- 福井市中藤小学校
- 福井市森田小学校
- 福井市明新小学校
- 福井市日新小学校
- 福井市清明小学校
- 福井市東安居小学校
- 福井市安居小学校
- 福井市大安寺小学校
- 福井市河合小学校
- 福井市麻生津小学校
- 福井市酒生小学校
- 福井市国見小学校
- 福井市岡保小学校
- 福井市殿下小学校
- 福井市鶉小学校
- 福井市本郷小学校
- 福井市棗小学校
- 福井市鷹巣小学校
- 福井市長橋小学校
- 福井市一乗小学校
- 福井市文殊小学校
- 福井市上文殊小学校
- 福井市六条小学校
- 福井市東郷小学校
- 福井市下宇坂小学校
- 福井市羽生小学校
- 福井市美山啓明小学校
- 福井市越廼小学校
- 福井市清水北小学校
- 福井市清水東小学校
- 福井市清水西小学校
- 福井市清水南小学校
- 福井市杉坂小学校

### 敦賀市
- 敦賀市立粟野小学校
- 敦賀市立粟野南小学校
- 敦賀市立沓見小学校
- 敦賀市立中央小学校
- 敦賀市立角鹿小学校
- 敦賀市立敦賀西小学校
- 敦賀市立敦賀南小学校
- 敦賀市立中郷小学校
- 敦賀市立東浦小学校
- 敦賀市立松原小学校
- 敦賀市立黒河小学校

### 小浜市
- 小浜市立今富小学校
- 小浜市立内外海小学校
- 小浜市立雲浜小学校
- 小浜市立小浜小学校
- 小浜市立小浜美郷小学校
- 小浜市立加斗小学校
- 小浜市立口名田小学校
- 小浜市立中名田小学校
- 小浜市立西津小学校

### 大野市
この地区では少子化により、2026年に有終南小学校と小山小学校、富田小学校と阪谷小学校をそれぞれ統合することが決まっている。
- 大野市和泉小学校
- 大野市小山小学校
- 大野市上庄小学校
- 大野市阪谷小学校
- 大野市下庄小学校
- 大野市富田小学校
- 大野市有終西小学校
- 大野市有終東小学校
- 大野市有終南小学校

### 勝山市
- 勝山市立成器西小学校
- 勝山市立成器南小学校
- 勝山市立平泉寺小学校
- 勝山市立村岡小学校
- 勝山市立野向小学校
- 勝山市立荒土小学校
- 勝山市立北郷小学校
- 勝山市立鹿谷小学校
- 勝山市立三室小学校

### 鯖江市
- 鯖江市惜陰小学校
- 鯖江市進徳小学校
- 鯖江市鯖江東小学校
- 鯖江市神明小学校
- 鯖江市鳥羽小学校
- 鯖江市中河小学校
- 鯖江市片上小学校
- 鯖江市立待小学校
- 鯖江市吉川小学校
- 鯖江市豊小学校
- 鯖江市北中山小学校
- 鯖江市河和田小学校

### あわら市
- あわら市芦原小学校
- あわら市北潟小学校
- あわら市本荘小学校
- あわら市伊井小学校
- あわら市金津小学校
- あわら市金津東小学校
- あわら市細呂木小学校

### 越前市
- 越前市味真野小学校
- 越前市王子保小学校
- 越前市大虫小学校
- 越前市岡本小学校
- 越前市花筐小学校
- 越前市神山小学校
- 越前市北新庄小学校
- 越前市北日野小学校
- 越前市国高小学校
- 越前市坂口小学校
- 越前市白山小学校
- 越前市武生西小学校
- 越前市武生東小学校
- 越前市武生南小学校
- 越前市服間小学校
- 越前市南中山小学校
- 越前市吉野小学校

### 坂井市
- 坂井市立磯部小学校
- 坂井市立高椋小学校
- 坂井市立鳴鹿小学校
- 坂井市立長畝小学校
- 坂井市立平章小学校
- 坂井市立明章小学校
- 坂井市立春江小学校
- 坂井市立春江西小学校
- 坂井市立春江東小学校
- 坂井市立大石小学校
- 坂井市立兵庫小学校
- 坂井市立大関小学校
- 坂井市立木部小学校
- 坂井市立東十郷小学校
- 坂井市立三国北小学校
- 坂井市立三国南小学校
- 坂井市立三国西小学校
- 坂井市立雄島小学校
- 坂井市立加戸小学校

### 吉田郡
- 永平寺町立松岡小学校
- 永平寺町立御陵小学校
- 永平寺町立吉野小学校
- 永平寺町立志比小学校
- 永平寺町立志比南小学校
- 永平寺町立上志比小学校

### 今立郡
- 池田町立池田小学校

### 南条郡
- 南越前町立南条小学校
- 南越前町立今庄小学校
- 南越前町立湯尾小学校
- 南越前町立河野小学校

### 丹生郡
この地区では少子化に伴い5校化が決まっている。また現越前町発足時の旧町村を区域とする4校化計画もある。
2026年に織田小・萩野小を廃し統合。
2029年を目処に、糸生小を廃し朝日小へ統合の方針。
- 越前町立朝日小学校
- 越前町立糸生小学校
- 越前町立織田小学校
- 越前町立萩野小学校
- 越前町立越前小学校
- 越前町立宮崎小学校

### 三方郡
- 美浜町立美浜西小学校
- 美浜町立美浜中央小学校
- 美浜町立美浜東小学校

### 大飯郡
- 高浜町立高浜小学校
- 高浜町立内浦小学校
- 高浜町立和田小学校
- 高浜町立青郷小学校
- おおい町立佐分利小学校
- おおい町立本郷小学校
- おおい町立大島小学校
- おおい町立名田庄小学校

### 三方上中郡
- 若狭町立鳥羽小学校
- 若狭町立上中小学校
- 若狭町立野木小学校
- 若狭町立熊川小学校
- 若狭町立三方小学校
- 若狭町立気山小学校
- 若狭町立梅の里小学校
- 若狭町立みそみ小学校

## 私立小学校

### 勝山市
- かつやま子どもの村小学校